# Сенькусь Роман Ілліч
Роман Сенькусь (англ. Roman Senkus; нар. 21 вересня 1952) — філолог, організатор українознавчих студій у діаспорі.

## Біографія
Народився в Ноттінгемі (Велика Британія). З 1957 року живе у Торонто (Канада). Здобув ступені бакалавра (1975) i магістра (1976) славістики в Торонтському університеті.
У 1975-1985 роках брав участь у виданні журналу «Діялог», гаслом якого було «За соціалізм і демократію в самостійній Україні». До цього кола також належали Богдан Кравченко, Марко Бойцун, Галина Фріланд, Іван-Павло Химка, Христина Хом'як, Мирослав Шкандрій. 
З 1976 року науковий співробітник торонтського відділу Канадського інституту українських студій (КІУС). Відповідальний редактор «Journal of Ukrainian Graduate Studies» та «Journal of Ukrainian Studies» (1976—86), старший літературний редактор (1980—93) англомовної «Encyclopedia of Ukraine». Протягом вересня 1993 — лютого 2001 — старший редактор видавництва КІУС («CIUS Press»). Від липня 1999 — відповідальний редактор та керівник проєкту мережевої версії «Encyclopedia of Ukraine». Від березня 2001 — керівник видавничої програми КІУС. Головний редактор «Journal of Ukrainian Studies» (березень 1993 — лютий 2001, знову від березня 2010). Автор та співавтор понад 160 статей в англомовній «Encyclopedia of Ukraine». Переклав англійською відкритий лист відомого українського дисидента Юрія Бадзя до Президії ВР СРСР та ЦК КПРС, опублікований у «Journal of Ukrainian Studies»). Співупорядник наукового збірника «The Refugee Experience: Ukrainian Displaced Persons after World War II» (Едмонтон, 1992). Від 1990 — член дирекції (референт видавничих справ) НТШ у Канаді. Член редакційної ради КІУС (від 1993). Член управи (1999—2000), секретар (2000—11), а від травня 2011 — 2-й віце-президент Канадської фундації українських студій. Президент Канадської асоціації україністів (2002—11). Від 2002 — науковий консультант «Енциклопедії сучасної України», а від червня 2008 — 1-й віцепрезидент Міжнародної асоціації україністів. Член редакційної рад часописів «Україна Модерна» та «Всесвіт».